# Twisterella
Singles de Ride
Leave Them All Behind Birdman
Pistes de Going Blank Again
Leave Them All Behind Not Fazed
Twisterella est une chanson du groupe anglais Ride, parue en single en avril 1992. Elle n'a pas connu le même succès que le single précédent, atteignant seulement la 36e place du UK Singles Chart. Toutes les faces B ont été publiées sur la réédition de l'album Going Blank Again, en 2001.
Le titre est inspiré d'une musique du film Billy Liar de 1963.
La photographie de la pochette est de Jock Sturges.

## Titres
1. Twisterella - 3:46
2. Going Blank Again - 3:23
3. Howard Hughes - 04:05
4. Stampede - 04:15